# Estación Sé
Estación Sé es una de las estaciones del Metro de São Paulo. Esta es la estación central y la más transitada de la capital paulista. Se sitúa en la Praça da Sé, cercana a la Catedral da Sé. Realiza la conexión entre la Línea 1 - Azul y la Línea 3 - Roja. Fue inaugurada oficialmente el 17 de febrero de 1978.

## Características
Estación con dos niveles de posición: el embarque de la Línea 1-Azul y el de la Línea 3-Roja son subterráneos. Compuesta por entrepiso de distribución y dos niveles superpuestos con dos plataformas laterales y una central (un conjunto por línea) con estructura en concreto aparente y aberturas para iluminación natural. El principal acceso se conecta con la Praça da Sé en el nivel del hall central. Tiene capacidad para 100.000 pasajeros en hora pico.

### Demanda media de la estación
La media de entrada de pasajeros en esta estación, es de 108 mil pasajeros por día, según datos del Metro.
- 50 mil pasajeros embarcan en la línea 1 - Azul y
- 58 mil pasajeros embarcan en la línea 3 - roja, totalizando así 108 mil entradas.

Nota: No se considera el número de personas que integran entre las líneas 1 - Azul y Línea 3 - Roja.

## Alrededores de la estación[2]
Turismo

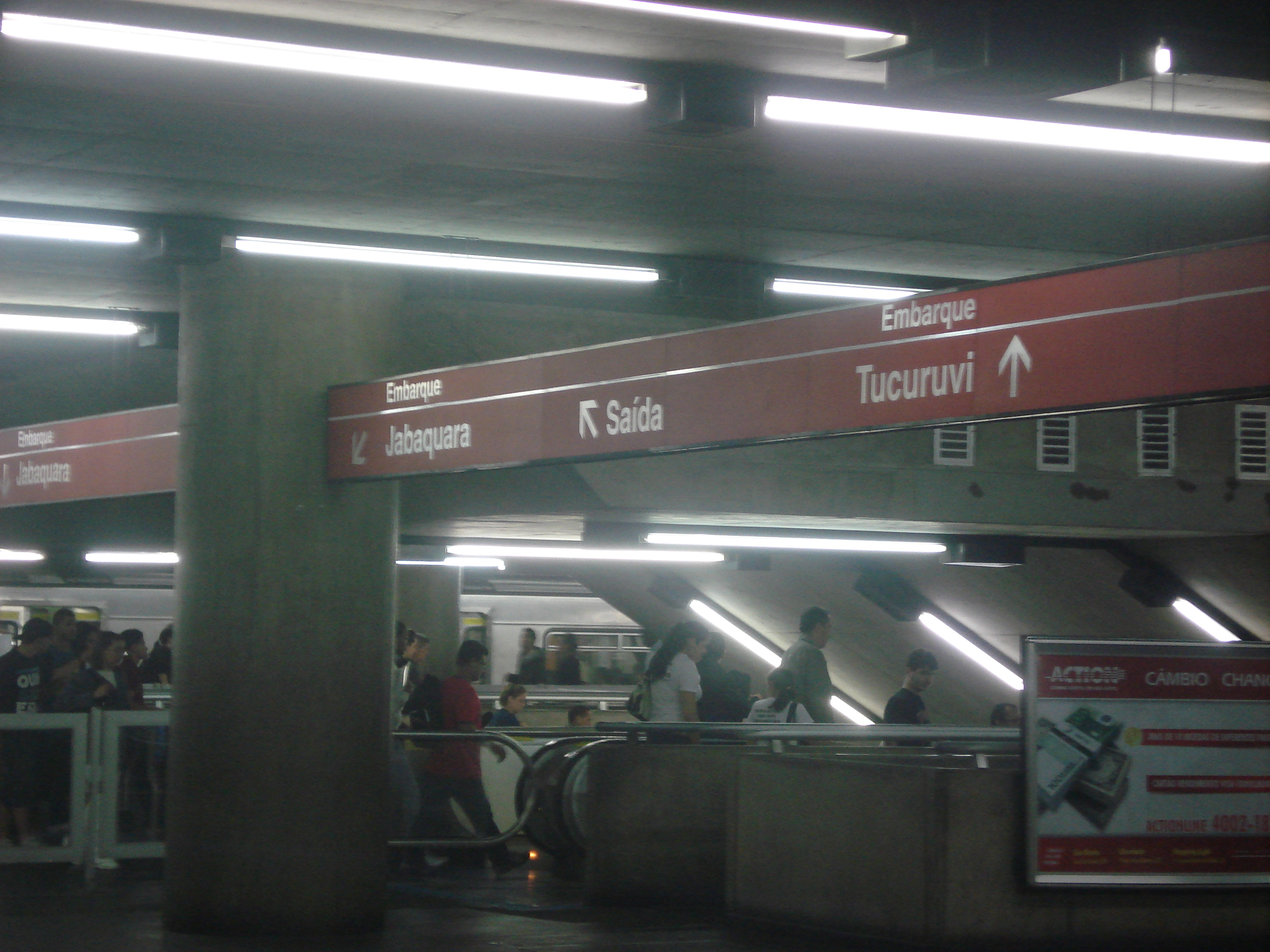
Plataforma de la Línea 3-Roja

- Catedral Metropolitana de São Paulo
- Pátio do Colégio

Religión
- Iglesia do Menino Jesús e Santa Luzia
- Iglesia Irmandade de Nossa Senhora de Boa Morte
- Iglesia Nossa Senhora do Carmo

Utilidad pública
- Departamento de Desapropiación - (DESAP)
- Forum Criminal Ministro Mario Guimarães
- Forum Doctor João Mendes Júnior - Juzgado de Menor
- Tribunal de Cuentas
- 1º Tribunal de Alzada Civil
- 7º Batallón de Policía Militar

## Tabla
| Sigla | Estación | Inauguración          | Capacidad                   | Integración                                                   | Plataformas         | Posición    | Comentarios                                                                                        |
| ----- | -------- | --------------------- | --------------------------- | ------------------------------------------------------------- | ------------------- | ----------- | -------------------------------------------------------------------------------------------------- |
| PSE   | Sé       | 17 de febrero de 1978 | 100 mil pasajeros hora/pico | Entre líneas 1-Azul y 3-Roja, con el Bilhete Único de SPTrans | Laterales y central | Subterránea | Estación con estructura de concreto aparente, con dos niveles de plataformas, uno para cada Línea. |